# Roland TB-303
El Roland TB-303 Bass Line es un sintetizador con un secuenciador integrado manufacturado por Roland Corporation en 1982 y 1983 que tuvo un papel definitivo en el desarrollo de la música electrónica contemporánea.
El TB-303 (nombrado así por "Bajo transistorizado", Transistorized Bass en inglés) fue originalmente promocionado hacia los guitarristas como un bajo de acompañamiento para cuando practicaran solos. La producción del equipo duró aproximadamente 18 meses, resultando en únicamente 10,000 unidades. El TB-303 es considerado como un objeto de colección en la actualidad, alcanzando frecuentemente valores de 1000 a 2000 dólares. No fue sino hasta mediados y finales de la década de 1980 que los DJ y músicos electrónicos en Chicago encontraron un uso para la máquina en el contexto del género musical "house", que comenzaba a desarrollarse.
"Acid Tracks" de Phuture es considerado como la primera grabación de acid house en incorporar los sonido prototípicos del TB-303. Grabaciones previas que incluían al TB-303 pueden remontarse a la naciente escena electro, incluyendo a artistas como Ice T, Newcleus y Mantronix, así como músicos pop como Heaven 17 y Section 25.
A principios de la década de 1990, mientras que estilos nuevos de Acid aparecían, el 303 fue frecuentemente distorsionado, produciendo un sonido más áspero. Ejemplos de esta técnica incluyen el EP de Hardfloor de 1992 "Acperience" y el EP de Interlect 3000 de 1993 "Volcano".
El bien conocido sonido "ácido" es típicamente producido al reproducir un patrón de notas repetidamente en el TB-303, mientras que se alteran el corte de frecuencia del filtro, la resonancia, y el envolvente de la modulación. El control de acento del TB-303 modifica el volumen de la nota, resonancia del filtro, y el envolvente del filtro, permitiendo un más variaciones en el timbre. Un efecto de distorsión, ya sea usando un pedal de efectos de una guitarra o distorsionando la entrada de una tabla de mezclas, es usada comúnmente para darle al TB-303 un timbre más denso y ruidoso, pues el sonido resultante es mucho más rico armónicamente.
El diseñador en jefe del TB-303, Tadao Kikumoto, fue también el responsable de dirigir el diseño de la caja de ritmos TR-909.

## Prestaciones
El TB-303 tiene un solo oscilador de audio, que se puede configurar para producir cualquiera una onda de sierra o una onda cuadrada. También incluye un generador de envolvente simple, con únicamente un control del decaimiento. Un filtro pasa bajo también se incluye, con atenuación de -24 DB por octava, y controles para el corte de frecuencia, la resonancia, y los parámetros de la modulación del envolvente.
El TB-303 tiene algunas características únicas que contribuyen a su sonido característico. Durante la programación de una secuencia, el usuario puede determinar si una nota debe ser acentuada, y si debe emplear portamento, una transición suave a la nota siguiente. El circuito del acento, así como el aumento de la amplitud de una nota, también acentúan la resonancia del filtro, dando por resultado el sonido distintivo "wow" en los ajustes más altos de la resonancia. Roland se refirió a esto como un circuito de "truco". El circuito del portamento emplea un plazo fijo de tiempo, lo que significa que cualquiera que sea el intervalo entre las notas, el tiempo tomado para alcanzar el tono correcto es siempre el mismo.
El instrumento también ofrece un método "simple" de pasos-tiempo para incorporar datos de notas en el secuenciador programable de 16 pasos. Esto era notablemente difícil de utilizar, y a menudo daría lugar a incorporar una secuencia diferente que la que había sido pensado. Algunos usuarios también aprovecharon un defecto de la unidad, en la que los patrones que se programan en la memoria comienzan a variar de manera aleatoria si las baterías son retiradas del equipo por un tiempo.
Ha habido muchas modificaciones diseñadas para el TB-303, tales como las modificaciones "Devilfish", "Acidlab" y "Borg”. Estas generalmente proporcionan parámetros adicionales al equipo, u ofrecen alteraciones al timbre general.

## Clones
A mediados de la década de 1990, la demanda del TB-303 se incrementó rápidamente en el ambiente de la música electrónica. Como nunca habían existido muchas unidades de la TB-303 para empezar, muchas pequeñas compañías de sintetizadores comenzaron a desarrollar sus propios equipos clones del TB-303. Esta nueva ola de clones del TB-303 comenzó con una compañía llamada Novation Electronic Music Systems, que lanzaron a la venta su teclado Bass Station portátil en 1994. Muchos otros clones del TB-303 le siguieron, incluyendo el 777 de Future Retro, el TeeBee de Syntecno, el MS-404 de Doepfer, y el Freebass FB-383 de MAM. Conforme el renombre de estos nuevos clones del TB-303 creció, Roland, el fabricante original del TB-303, finalmente decidió participar y lanzó a la venta su propia copia del TB-303 en 1996, con el MC-303 Groovebox. A pesar de los esfuerzos de Roland, su clon del 303 era un producto completamente nuevo que no tenía casi nada que ver con el TB-303 original, a excepción de algunos samples de bajos y del diseño de interfaz familiar. La diferencia más obvia era la inclusión de un sintetizador digital barato, en lugar del circuito análógico del TB-303.
Para 1997, los sintetizadores en software comenzaban a cobrar fuerza entre los músicos electrónicos. Un paquete de software notable fue el paquete de emulación desarrollado por Propellerhead Software titulado ReBirth. Este software llegó a ser muy popular, proporcionándoles de un modo barato y fácil para los músicos de reproducir sonido clásicos del 303, del 808, y más adelante del 909, sin la necesidad de hardware de la síntesis. Aunque sigue siendo usado, el ReBirth ha sido criticado como una copia inferior del sonido genuino. Para septiembre de 2005, el soporte hacia el ReBirth había sido descontinuada por Propellerhead, y el software está disponible únicamente como descarga gratuita de Internet.
Otro clon notable es el plugin "Bass Line" de AudioRealism. Es compatible con los estándares VST y AU. Una versión "profesional" agrega otras características que van más allá de las que tiene el TB-303 original.
Otra opción interesante  es la solución de hardware hágalo usted mismo llamada x0xb0x, usando la mayor parte de los componentes originales en la sección de síntesis para lograr un sonido muy auténtico. La sección del secuenciador difiere del 303 original, agregando la compatibilidad con las interfaces MIDI y USB así como una interfaz alterna de entrada de eventos.
La reedición de Roland:
El Roland Boutique TB-03 es un descendiente directo del famoso sintetizador TB-303 Bass Line y su propuesta más actual que lanzó al mercado en 2016. La disposición y los controles no han cambiando, así que funciona igual que el original. El sonido es recreado, con una precisión muy alta, a través de la nueva tecnología ACB(analogue circuito behaviour)de Roland, con varias mejoras sobre el modelo original como la pantalla LED de cuatro dígitos entre alguna de ellas.La programación es más sencilla al disponer de un modo por pasos, pero también conserva el modo original y dispone de efectos incorporados de overdrive y delay. El TB-03 puede enviar información de control vía MIDI o desde su puerto USB, que también funciona como interfaz de audio de 24 bits/96 kHz.

### Emulación en software
- Rebirth - The Original 2 303s/808/909. Now discontinued and free to download.
- AudioRealism Bassline - A TB-303 VST Plug-In complete with sequencer and 303-like sound.
- Muon Tau Bassline Archivado el 6 de julio de 2008 en Wayback Machine. - Another well received plug-in emulator minus the built-in sequencer.
- Phoscyon - Recent TB-303 emulator equipped with all original TB-303 features but also expanding it with Devilfish-like modifications, arpeggiator and distortion effect.

### Hardware de síntesis inspirado por el TB-303
- Acidlab - Makers of the Bassline, similar in look & sound to a tb 303.
- Future Retro - The Revolution synthesizer, a popular acid synth
- Roland Mc09 - rolands mc09 has a 303 emulation mode with 1 to 1 parameter correspondence. Select bass then hold shift & pad 16 to turn vintage mode on.
- x0xb0x - An open source DIY project

- Datos: Q507314
- Multimedia: Roland TB-303 / Q507314